# Georges Saint-Bonnet
Pour les articles homonymes, voir Saint-Bonnet (homonymie).
Cet article possède un paronyme, voir Georges Bonnet.
Œuvres principales
- Sang de Paris (Roman, 1944)
- Initiation et pouvoirs (Essai, 1951)
- La joie vous appartient (Recueil textes, 1997)

Georges Saint-Bonnet (de son vrai nom Louis Pierre Georges Bonnet,), né le 31 décembre 1898 à Roanne (Loire) et mort le 17 janvier 1963 dans le 16e arrondissement de Paris, est un homme d’affaires, journaliste, écrivain et haut fonctionnaire puis guérisseur et maître spirituel français.

## Biographie
Georges Saint-Bonnet est issu d'une famille protestante de la Drôme. 
Engagé dans l’armée française à la fin de la Première Guerre mondiale, il est grièvement blessé et perd en partie, mais de manière définitive, l’usage d’un de ses poignets. Cela met fin à une carrière de violoniste qui s’annonçait prometteuse. 
Avant de devenir journaliste, il est coureur automobile, barman, assureur, agent immobilier et banquier.

### Journaliste et écrivain
Vers 1926, il préface des extraits de Mein Kampf et en 1932 il publie un livre antisémite Le juif, ou, L'internationale du parasitisme,.
Au début des années 1930, il est rédacteur en chef du périodique Hommes et documents. Il est également rédacteur politique à Paris-Midi.
De 1941 à 1947, il écrit des romans historiques et des romans policiers. Il crée le personnage de l’inspecteur Vasseur qui apparait dans plusieurs de ceux-ci.

### Haut fonctionnaire
En juillet 1940, Pierre Laval, qui le connait depuis longtemps, demande à Georges Saint-Bonnet d'exercer une fonction importante auprès du premier gouvernement du Régime de Vichy, il accepte, mais cela ne dure que jusque fin 1940.
Georges Saint-Bonnet a écrit deux livres sur cette période : Vichy, Grande Grille et Vichy, Capitale.

### Guérisseur et maître spirituel
Après la Deuxième Guerre mondiale, Georges Saint-Bonnet fait un certain nombre de rencontres, dont celle de Charles Parlange, un médecin qui faisait de la guérison mystique, qui l’amènent à se retirer de la vie publique. Des « pouvoirs » sont apparus chez lui, dont celui de guérison. Vers 1948, il commence à soigner ses semblables selon la tradition de Philippe de Lyon, sans rémunération. Il recevait ses malades dans un petit bureau, leur posait quelques questions, les écoutait ; il parlait un peu, observant des silences entre les phrases, puis les raccompagnait courtoisement jusqu’à la porte. Il a pris en charge au cours des années, des centaines et probablement des milliers de malades. Après quelques années, il cesse d’exercer publiquement ses dons de guérison.
Georges Saint-Bonnet fonde en 1948 à Paris le groupe Unitiste, qui rassemblait en 1953 une cinquantaine de membres à Paris et une trentaine en province. Deux sous-groupes se sont formés en 1956 à Marseille et en 1959 à Neuchâtel. Le groupe Unitiste restera informel. À Paris, Georges Saint-Bonnet donne rendez-vous à ceux qui souhaitent le rencontrer à la brasserie du palais d'Orsay, un hôtel installé dans la gare d'Orsay désaffectée et où il loue une chambre. Plus tard, il donne des cours au groupe Unitiste parisien rue de Grenelle.
L'enseignement unitiste était ouvertement lié à la tradition rosicrucienne. C'était un enseignement ésotérique chrétien. Georges Saint-Bonnet avait une connaissance étendue des traditions occultes : celles de l'Inde et celles de l'Égypte, celles du monde arabe et celles du monde juif, celles enfin et surtout du christianisme. Il renvoyait souvent à elles et citait en particulier Paracelse, Swedenborg, Rudolf Steiner. Il a écrit avoir reçu « le gros de son bagage » de trois hommes qu'il considère comme ses maîtres spirituels : un moine exorciste, un kabbaliste juif et, surtout un grand oncle, Philippe Doumergue (1832-1908), pasteur protestant, également théologien et guérisseur « d'une abondance miraculeuse aussi considérable que le curé d'Ars ». Décédé alors qu'il n'avait que quelques années, le pasteur lui avait transmis sa bibliothèque ainsi qu'un coffre contenant ses enseignements.
Tombé malade au printemps 1962, Georges Saint-Bonnet se retire à Luc-en-Diois où il avait grandi.
Il meurt le 17 janvier 1963 dans une clinique de la rue Benjamin-Franklin dans le 16e arrondissement de Paris.
Son corps repose dans un cimetière familial à Luc-en-Diois.

## Œuvres
- Mon combat (Mein Kampf), extraits, Éditions Vita, vers 1926[3].
- Coline Maillard, comédie-bouffe en 3 actes, Éditions [S. I.], 1928.
- Pierre Laval. Homme d’État, Éditions du Tambourin, 1931[15].
- Le juif ou l'internationale du parasitisme, Éditions Vita, 1932.
- Scandales 33, photographies de Brassaï, Caillaud, Heinz von Perckhammer, André Kertész, Germaine Krull, Jean Moral, Paris-Publications, 1933.
- Vichy capitale. Ce que j'ai vu et entendu, Éditions Mont-Louis, 1941[16].

### Romans
- Celle qui assassina, Éditions Mont-Louis, 1941.
- Le Corset de métal, Éditions Mont-Louis, 1941.
- Familia-Hôtel, Éditions Mont-Louis, 1941.
- La Belle de Poitiers, Éditions Mont-Louis, 1942.
- Marché noir, Éditions Mont-Louis, 1942.
- L'ornière, Éditions Fasquelle, 1942.
- Façade (Les enquêtes du commissaire Vasseur), Éditions Fasquelle, 1943.
- Sang de Paris, Éditions Fasquelle, 1944. Roman de la lutte d’un groupe d’Action immédiate contre la Gestapo et ses tortionnaires[5].
- Faux poulet, Les éditions utiles, 1945.
- Les Yeux clairs, Éditions Soledi, 1946.
- Coup double, Éditions Soledi, 1946.
- Handicap, Éditions Soledi, 1947.

### Développement personnel, ésotérisme
- Initiation et pouvoirs, Éditions O. L. B., Paris, 1951 (lire en ligne).
- Dépassement et réalisation, Éditions A. G. I., Paris, 1956.
- Pleins feux sur l'occulte,Éditions  A. G. I., Paris, 1963.

- Cahiers de l’Unitisme :
  - N°1 : Comment soigner et guérir sans exercice illégal de la médecine. Principes et procédés de base, Éditions A. G. I., Paris, 1956.
  - N°2 : Gurdjieff était trop grand pour nous : Comprendre et utiliser l'enseignement de Gurdjieff, Éditions A. G. I., Paris, 1956 (lire en ligne)
  - N°3 : Comment choisir son yoga. Précisions sur ce que l'on peut attendre du yoga, Éditions A. G. I., Paris, 1956.
  - N°4 : Enfin un yoga catholique : Le moyen court, Mme J.B de la Motte Guyon, préface de Georges Saint-Bonnet, Éditions A. G. I., Paris, 1956.
  - N°5 : Le tarot des Rose-Croix, Éditions A. G. I., Paris, 1957.
  - N°6 : Réussir est un devoir. Être quelqu'un ou Comment se forger une personnalité gagnante, Éditions A. G. I., Paris, 1957.
  - N°7 : Ce que l'on voit sans les yeux, Jacques Lusseyran, introduction et notes de Georges Saint-Bonnet, Éditions A. G. I., Paris, 1958.
  - N°8 : Guérir à coup sûr, Éditions A. G. I., Paris, 1958.
  - N°9 : De la Magie sexuelle. Principes et possibilités, dangers, réalisations, Éditions A. G. I., Paris, 1959.
  - N°10 : Joie, pouvoirs, réussite. D'une technique qui décuple les facultés de l'homme, A. G. I., Paris, 1960.
- La joie vous appartient, préface de Paul Vervisch, Les Éditions du Relié, Cabrières-d'Avignon, 1997. Réédition poche en 2007 (ISBN 978-2354900052).